# Marcus Schinnagel
Marcus Schinnagel (* 1464 in Kaschau; † um 1520) war ein böhmisch-polnischer Mathematiker, Astronom und Astrologe.
Schinnagel studierte vermutlich ab 1466 an der Universität Krakau, wo er nach eigener Auskunft zum Magister artium promovierte. In Krakau lehrte er an der Universität.
Um 1491 war er in Schwaben ansässig.
Er verfasste eine Reihe astrologisch-astronomischer Almanache (Practica) auf die Jahre 1487, 1488, 1490, 1491 und 1493, sowohl in lateinischer als auch in deutscher Sprache. Der Almanach auf das Jahr 1491 ist dem deutschen König Maximilian, der auf das Jahr 1493 dem polnischen König Johann Albrecht gewidmet. Die Bemühungen um Patronage scheinen nicht erfolgreich gewesen zu sein, da Schinnagel sich 1500 als Pfarrer (plebanus) in Landsberg am Lech beschreibt.
In der in Versen gehaltenen Practica von 1491 schreibt er über sich:
Für war den spruch hat gemacht

Gepracticiert vnd auß grund erdacht

Maister marx schinagel ist er genant

Jn schwaben wol erkant

Ain astronomum thüt er sich nennen

Ain astrologiam gar wol erkennen

Ain arismetricus auch dabey

Mit seinen kunsten ist er frey.

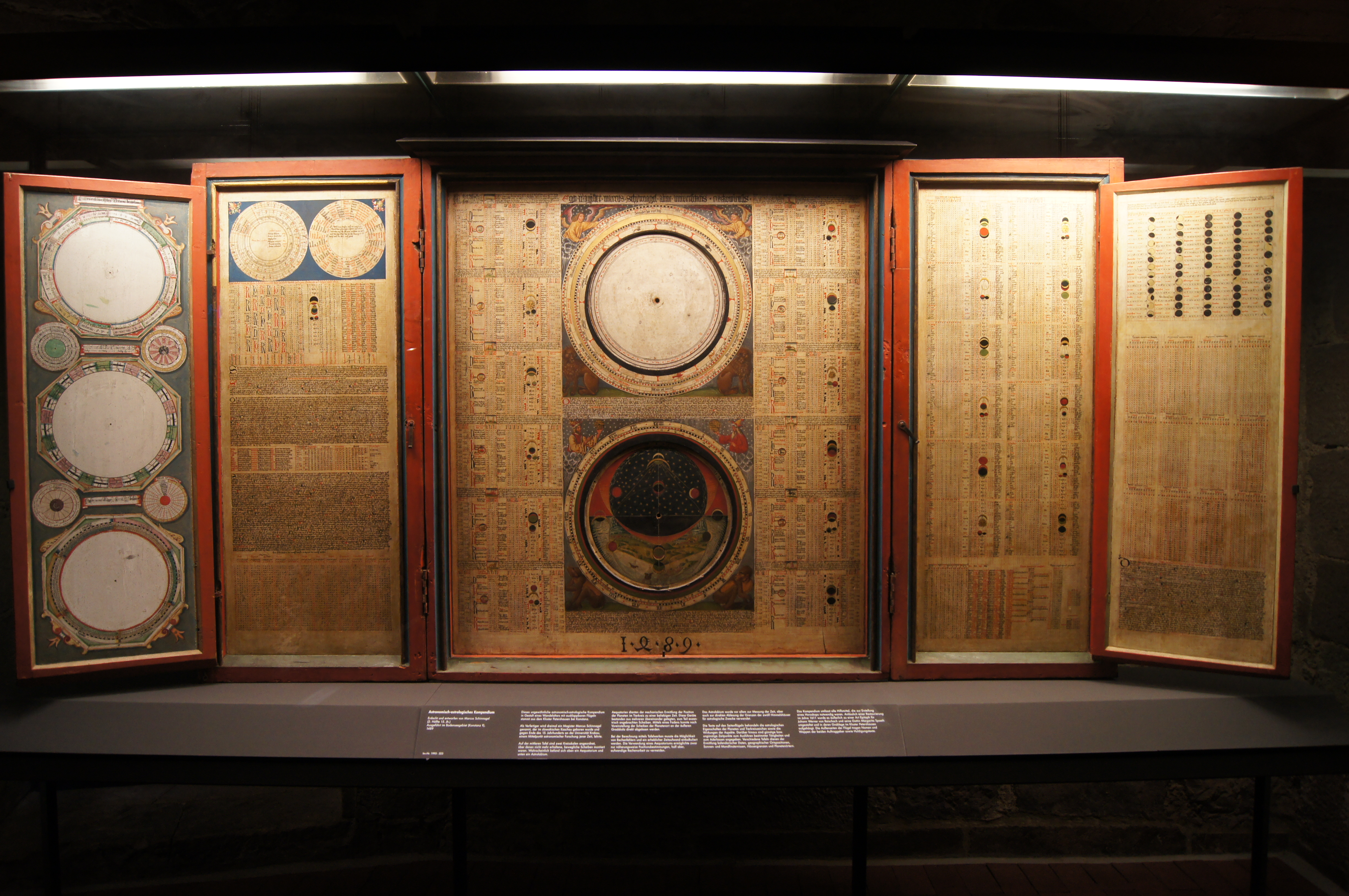
Astronomisch-astrologisches Kompendium, Landesmuseum Baden-Württemberg, Stuttgart

Auch wenn Schinnagel zu den produktiveren Autoren von Almanachen aus der Zeit zählt, so sind diese von ihrem Inhalt her nicht außergewöhnlich. Bemerkenswert ist er aber als Autor des Textes eines Pentaptychons, eines aus Zentralteil und zwei Paaren aufklappbarer Flügel bestehenden Tafelwerkes, das von der äußeren Form her sich an die Gestalt des christlichen Flügelaltars anlehnt.
Die Tafeln sind allerdings nicht wie bei den Flügelaltären der Zeit Träger christlicher Ikonografie, sondern enthalten Tabellen und Texte astronomisch-astrologischen Inhalts, mit deren Hilfe unter anderem die Daten beweglicher christlicher Feste berechnet werden konnten.
Im Kopf der mittleren Tafel findet sich die Signatur des Autors: Ego magister marcus schynagel alme universitatis crackoviensis. Am Fuß der Tafel befindet sich das Datum 1489.
Das Tafelwerk, das geschlossen 140 × 130 cm misst und voll aufgeklappt eine Länge von 330 cm hat, wurde 1995 vom Landesmuseum Württemberg in Stuttgart erworben.
Das Werk ist in seiner Form nach Richard L. Kremer nahezu einzigartig sowohl in der Geschichte der Astronomie als auch in der Kunstgeschichte.
Der geschlossene Altar zeigt auf seinen beiden Flügeln die Wappen des Johann Werner von Reischach und von dessen Ehefrau Margrete Speth, eine auf eine Restaurierung des Tafelswerks im Jahr 1611 zurückgehende Fassung. Nach dem Tod des Paares befand sich das Werk ab 1620 in der Kirche des Benediktinerklosters Petershausen bei Konstanz, wo es bis zur Säkularisation 1803 verblieb.
Die Kunsthistorikerin Heidi Franz hat vermutet, dass ein Mitglied des Geschlechts der Freiherren von Reischach der Auftraggeber des Werkes gewesen sei. So heiratete 1465 ein Hans von Reischach zum Reichsenstein († 1492) eine Margrethe Speth († 1497). Die Namensgleichheit hätte dann Anlass der Restaurierung sein können.
Das Werk an sich sei ein bürgerlich-patrizisches Repräsentationsstück gewesen.